# Maria Perosino
Maria Perosino (Torino, 10 dicembre 1961 – Torino, 16 giugno 2014) è stata una scrittrice e storica dell'arte italiana.

## Biografia
Maria Perosino fu storica dell'arte, giornalista, scrittrice, editrice, curatrice di mostre e responsabile della realizzazione dei numerosi cataloghi.
Si laureò nel 1986 presso l'Università degli Studi di Torino in storia dell'arte,
alla quale seguono contributi in diverse pubblicazioni.
Divenne responsabile dell'ufficio iconografico presso Giulio Einaudi Editore e nel 2002 fondò con Vittorio Bo la società Codice per l'organizzazione di iniziative culturali.
Nel 2012 iniziò la sua carriera letteraria con il libro Io viaggio da sola, vincendo nel 2013 la sezione opera prima del Premio Rapallo Carige per la donna scrittrice.
L'ultimo suo libro fu Le scelte che non hai fatto, uscito in libreria il giorno successivo alla sua scomparsa,
avvenuta all'età di 52 anni a seguito di un tumore.

## Mostre
Tra le principali iniziative seguite da Maria Perosino si ricordano:
- Mostra di Gianni Berengo Gardin "Leopardi, la biblioteca, la casa, l'infinito, Urbino" a cura di Maria Perosino; Palazzo Ducale, Urbino; 2006.
- Mostra personale di Leonardo Cemak a cura di Maria Perosino; presso la Galleria d'Arte Ciovasso di Giovanni Billari in corso Garibaldi, 34 a Milano; dal 16 gennaio al 3 febbraio 2007.
- Mostra "Bicchieri, bottiglie e altre storie di carta" a cura di Maria Perosino nell'ambito del Festival "Alla Salute"; Broni; 21 settembre 2007.[9]
- Mostra "Vaccari di Franco Vaccari" a cura di Maria Perosino; Museo Cantonale d'Arte di Lugano; 2008.[10]
- Mostra "Bruno Munari - ABC e altri giochi" allestimento e catalogo a cura di Maria Perosino:[11]
  - Galleria Nazionale delle Marche, Urbino; dal 13 settembre al 12 ottobre 2008.
  - Centro Espositivo di San Michele degli Scalzi, Pisa; dal 1º ottobre 2010 al 15 novembre 2010.
- Festival "Le parole, i giorni. Parole chiare e pensieri nascosti" a cura di Maria Perosino e Stefano Bartezzaghi; Poggibonsi (Siena):[12]
  - prima edizione dal 17 aprile al 19 aprile 2009;
  - seconda edizione dal 15 al 17 aprile 2010; in occasione di questa edizione del festival mostra: "La Fabbrica di Pinocchio" disegni di Lorenzo Mattotti. sede Teatro Politeama, sala Set;
  - terza edizione dall'8 al 9 aprile 2011.
- Mostra "Ascoltare il paesaggio. Un itinerario paganiniano dalla Val di Vara a Genova. Fotografie di Franco Mapelli"; scelta delle fotografie, mostra e catalogo a cura di Maria Perosino. Mostra itinerante fra La Spezia, Bonassola e Genova commissionata dall'Associazione Amici del Festival a questo fotografo nel 2011 (in occasione del decennale del Festival Paganiniano di Carro) sulle tracce del compositore, la cui famiglia era originaria della Val di Vara.[13]

## Eventi
- "Festival della Scienza" supporto alla direzione e responsabilità arti e scienza di Maria Perosino; Genova; 2003-2006.[14]
- "Giornate dei Diritti Umani" direzione progetto di Maria Perosino; Centro Internazionale d'Arte e di Cultura di Palazzo Te, Mantova; dal 27 al 30 maggio 2004.[15]
- "Acqua, aria, terra, fuoco - I quattro elementi: l'energia della natura tra arte e scienza" a cura di Maria Perosino, Silvana Sermisoni e Sandra Solimano; Palazzo della Borsa, Genova; dal 27 ottobre al 27 novembre 2005.[16]
- "Specchi, scienza e coscienza allo specchio" a cura di Simona Morini e Maria Perosino; Palazzo della Borsa, Genova; dal 26 ottobre al 7 novembre 2006.[17]
- "Lucy+Jorge Orta - 70x7 The Meal Atto XXIX" a cura di Maria Perosino e Bartolomeo Pietromarchi; Venaria Reale (TO); 30 ottobre 2008.[18]
- "Dialoghi con l'Italia: incontri-dialoghi fra scrittori italiani e turchi" a cura di Maria Perosino e Stefano Giovanardi in collaborazione con l'Istituto Italiano di Cultura di Istanbul; Teatro dell'Istituto Italiano di Cultura di Istanbul; dal 30 ottobre al 2 novembre 2010.[19]